# Europs bilineatus
Europs bilineatus es una especie de coleóptero de la familia Monotomidae.

## Distribución geográfica
Habita en Nicaragua.